# Ángel Romero Gallego (pintor)
Ángel Romero Gallego (f. 1887) fue un pintor español.

## Biografía
Pintor del siglo XIX residente en Málaga, fue discípulo en Sevilla, ciudad donde habría nacido, de Antonio Bejarano y Manuel Barrón. Ayudante en la Escuela de Bellas Artes de Málaga,  cultivó el género del paisaje, además de realizar retratos y otras obras que se conservaban en poder de particulares. Para la rifa celebrada en 1879 a favor de los inundados de Murcia regaló un Retrato de Goya, al óleo. Casado con la malagueña Amalia Trujillo Morales tuvieron al menos a Ángel y María Romero Trujillo y la familia, en 1884, vivía en la calle Lazcano n.° 11.[cita requerida] Falleció en 1887 en Málaga.[cita requerida]